# 石梯子哈萨克族乡
石梯子哈萨克族乡（維吾爾語：تاشپەلەمپەي قازاق يېزىسى‎）是中华人民共和国新疆维吾尔自治区昌吉回族自治州呼图壁县下辖的一个民族乡。

## 行政区划
石梯子哈萨克族乡下辖以下村级行政区划单位：
白杨河村、东沟村、阿魏滩村和霍斯托别村。